# Matthew Werkmeister
Matthew "Matt" Werkmeister es un actor australiano, más conocido por haber interpretado a Zeke Kinski en la serie australiana Neighbours.

## Biografía
Tiene un hermano llamado Scott y una hermana Melanie Werkmeister. 
Matthew asiste al St Peters College en Cranbourne, Victoria; en el 2010 completó su año 12.

## Carrera
En agosto del 2005 obtuvo su primer papel en la televisión cuando se unió al elenco de la exitosa serie australiana Neighbours donde interpretó al joven Ezekiel "Zeke" Kinski hasta el 11 de marzo de 2011, después de que su personaje se mudara a Londres al ser aceptado en la Universidad de Economía. Zeke es el hermano de Katya y Rachel. El 7 de abril de 2014 regresó como invitado a la serie, luego de que su personaje decidiera visitar a los Kennedy, asistir al cumpleaños de Kate y casarse con su novia Victoria Elmahdi, después la pareja se va de nuevo a Londres enl 16 de abril del mismo año.
En el 2008 Matthew fue uno de los jueces de Inkys, el único premio para libros de adolescentes australiano.

## Filmografía
Series de televisión
| Año               | Serie      | Personaje   | Notas           |
| ----------------- | ---------- | ----------- | --------------- |
| 2005 - 2011, 2014 | Neighbours | Zeke Kinski | 1,401 episodios |

## Premios y nominaciones
| Año  | Categoría                                       | Premio                  | Nominado (a) | Resultado |
| ---- | ----------------------------------------------- | ----------------------- | ------------ | --------- |
| 2010 | The So-Fresh-And-So-Clean Soap Star Of The Year | Dolly Teen Choice Award | Neighbours   | Nominado  |